# Un plan béton
Un plan béton ou Méga-Rançon au Québec (King's Ransom) est un film américain de comédie réalisé par Jeff W. Byrd en 2004 et sorti le 22 avril 2005.

## Synopsis
Afin d'éviter de donner à sa femme la moitié de sa fortune — et en particulier les parts de sa société — un homme d'affaires en instance de divorce organise son propre enlèvement. Parallèlement, sa femme — qui doute de gagner le procès — a la même idée. Parallèlement, une employée déçue veut se venger du richissime patron et projette aussi de l'enlever. Aussi, un raté en mal d'argent décide de renflouer ses finances avec la rançon du patron. Les problèmes commencent quand toutes ses parallèles se rejoignent.

## Distribution
- Anthony Anderson (V.Q. : Stéphane Rivard) : Malcolm King
- Jay Mohr (V.F. : Laurent Morteau ; V.Q. : François Godin) : Corey
- Kellita Smith (V.Q. : Isabelle Miquelon) : Renee King
- Nicole Parker (V.Q. : Viviane Pacal) : Angela Drake
- Regina Hall (V.Q. : Hélène Mondoux) : Peaches Clarke
- Loretta Devine (V.Q. : Carole Chatel) : Miss Gladys
- Donald Faison (V.Q. : Patrice Dubois) : Andre
- Leila Arcieri (V.Q. : Isabelle Leyrolles) : Kim Baker
- Charlie Murphy (V.Q. : Denis Roy) : Herb Clarke
- Brooke D'Orsay (V.Q. : Catherine Trudeau) : Brooke Mayo
- Jackie Burroughs : Grand-mère
- Lisa Marcos (V.F. : Ariane Aggiage) : Raven
- Roger Cross : Byron
- Rob Smith : David
- Brenda Crichlow : Anita
- Carrie Colak : Lori
- Lila Yee : Miss Ho
- Nicolas Wright (V.F. : Jean-François Cros) : Timmy
- Kwasi Songui : Ronald
- Lawrence Dane (V.Q. : Aubert Pallascio) : Officier Holland
- Ilona Elkin : Rachel (non-crédité)
- Ingrid Hart : Sheila (non-crédité)

Source et légende : Version québécoise (V.Q.) sur Doublage Québec.